# William Gomes
William Gomes Carvalho Santos (Aracaju, 15 marzo 2006) è un calciatore brasiliano, attaccante del Porto.

## Carriera
William è cresciuto nel settore giovanile del San Paolo, con cui ha firmato il primo contratto professionistico nel marzo del 2023. Ha debuttato in prima squadra il 23 novembre seguente nell'incontro di Série A perso 1-0 contro il Fluminense ed ha segnato il suo primo gol la stagione successiva, il 25 agosto contro il Vitória.

## Statistiche

### Presenze e reti nei club
Statistiche aggiornate al 22 giugno 2025.
| Stagione         | Squadra          | Campionato       | Campionato | Campionato | Coppe nazionali | Coppe nazionali | Coppe nazionali | Coppe continentali | Coppe continentali | Coppe continentali | Altre coppe | Altre coppe | Altre coppe | Totale | Totale | Totale |
| Stagione         | Squadra          | Comp             | Pres       | Reti       | Comp            | Pres            | Reti            | Comp               | Pres               | Reti               | Comp        | Pres        | Reti        | Pres   | Reti   |        |
| ---------------- | ---------------- | ---------------- | ---------- | ---------- | --------------- | --------------- | --------------- | ------------------ | ------------------ | ------------------ | ----------- | ----------- | ----------- | ------ | ------ | ------ |
| 2023             | San Paolo        | A1/SP+A          | 0+3        | 0          | CB              | 0               | 0               | CS                 | 0                  | 0                  |             | -           | -           | 3      | 0      |        |
| 2024             | San Paolo        | A1/SP+A          | 1+11       | 0+3        | CB              | 1               | 0               | CL                 | 3                  | 0                  |             | -           | -           | 16     | 3      |        |
| gen. 2025        | San Paolo        | A1/SP+A          | 1+0        | 0+0        | CB              | 0               | 0               | CL                 | 0                  | 0                  | -           | -           | -           | 1      | 0      |        |
| Totale San Paulo | Totale San Paulo | Totale San Paulo | 16         | 3          |                 | 1               | 0               |                    | 3                  | 0                  |             | -           | -           | 20     | 3      |        |
| feb.-giu. 2025   | Porto            | PL               | 8          | 0          | CP+CdL          | 0+0             | 0+0             | UEL                | 1                  | 0                  | CmC         | 2           | 1           | 11     | 1      |        |
| Totale carriera  | Totale carriera  | Totale carriera  | 24         | 3          |                 | 1               | 0               |                    | 4                  | 0                  |             | 2           | 1           | 31     | 4      |        |

## Palmarès

### Club

#### Competizioni nazionali
- Coppa del Brasile: 1

San Paolo: 2023
- Supercoppa del Brasile: 1

San Paolo: 2024